# Caracal (település)
Caracal municípium Olt megyében, Olténiában, Romániában.

Theodoru Szálloda

Quadrilaterul

A település Craiovától 55 km-re helyezkedik el a Román-alföldön.
Caracal volt Romanați megye székhelye, egészen a kommunizmus kezdetéig. 1994-ben municípiumi rangot kapott.

## Híres emberek
- Virgil Carianopol  (1908–1984) - költő
- Marius Bunescu  (1881–1971) - festő
- Radu Șerban - a XVII. század elején több alkalommal volt a Havasalföldi Fejedelemség vezetője
- Haralamb Lecca - költő, drámaíró
- Constantin Poroineanu
- Grigore Cosmin
- Vasile Maciu (1904–1981) - történész, akadémikus
- Dan Diaconescu (1967–) - újságíró
- Marius Tucă (1966–) - újságíró
- Popescu Ionel Cătălin